# PunBB
PunBB е бърз и лек PHP форум софтуер с минимален набор от функции. Той е избор, ако търсите безплатен софтуер, която няма да убие вашия сървър от прекомерната употреба на процесора. Много разширения са на разположение, които добавят повече функции на опростения форум скрипт.